# 派生文法
派生文法（はせいぶんぽう）は、用言の活用がない日本文法である。アルタイ言語学者の清瀬義三郎則府が提唱した。

## 概要
この文法論は、「言語とは（意味を伴った）音声である」("Language is (meaning-bearing) sound.")との一言を出発点として成ったもののようである。
類型論的には、日本語は膠着語、すなわち「実質的意味を表す語幹に文法的意味をもつ接辞が付着して文法的機能を果たす言語」に分類されており、印欧諸言語のような屈折語ではない。そのような特徴をもつ日本語でも、用言だけは活用（屈折）していると一般に信じられている。しかし清瀬は、膠着語である日本語の中に、用言のような「屈折する」品詞が存在するのは全く不可解であるという認識を示し、こうした矛盾をどのように解釈すべきであろうかという問題を追求した結果、「日本語の用言は活用していない」という結論を導き出した。
学界への最初の発表は、1969年12月27–30日に、アメリカのコロラド州デンバー市で開催されたアメリカ近代語学会 (Modern Language Association of America) の年次大会において、「日本文法に於ける無意味な活用形 (Meaningless Conjugational Forms in Japanese Grammar)」と題し、口頭でなされた。日本語での発表は、同じく清瀬による論文「連結子音と連結母音と――日本語動詞無活用論」（『国語学』86集、1971年、42–56頁）が最初である。
一般に動詞がその含有する意味や機能を変えるには活用と派生とがあるが、この文法論では日本語の「活用」（語形の内部変化）を否定して「派生」だけを認める。これが派生文法と呼ばれるゆえんであろう。その理論は、海外では東西の主として日本語学者に、国内ではさらに日本語の形態素解析に携わる工学系の研究者にも、「活用のない文法」として受入れられているようである。

## 基本的な概念
旧来の学校文法においては、用言は活用するものであるとの大前提のもとに、未然形・連用形・終止形・……などの６「活用形」が定められている。さらに、学校文法にいう「五段活用動詞」の終止形、例えば「読ム」・「書ク」の形では、「ヨ（読）-」・「カ（書）-」が語幹とされ、「-ム」・「-ク」が各々の語尾とされる。同じく「上・下一段活用動詞」の各終止形、例えば「見ル」・「食ベル」の形では、「ミ（見）-」・「タ（食）ベ-」が語幹とされ、語尾は双方ともに「-ル」であるとされている。
しかし、「言語とは音声である」から、これらの動詞の形を音素的に記述する必要があるので、それぞれをローマ字化してみる。
- 前者の２語を yomu, kaku と書いてみると、まず両者が共有する音素は語末の -u であることが分かる。日本語は膠着語であり、文法的意味を担う接辞は、日本語の場合、アルタイ諸語と同様に、全て接尾辞である。ここから、両動詞に共通の語末の音素 -u は接尾辞であり、それが終止形を表示するものであると分かる。さらに語幹は yom- と kak- であるから、いわゆる五段活用とは、語幹が子音で終わる動詞の別表現であることも同時に分かる。
- 後者の２語を miru, taberu と書いてみると、両動詞が共有する音素は語末の -ru であり、この -ru も上述した観点から、終止形を表示する接尾辞であると分かる。さらに語幹は mi- と tabe- であるから、いわゆる一段活用とは、語幹が母音で終わる動詞の別表現であることも分かる。

そうすると、動詞の終止形を表示する接尾辞は、-u と -ru との２種類が存在することになる。両者の現れる環境の相違点を見ると、前者の子音終止の語幹には単なる -u で付くが、後者の母音終止の語幹に付くときには（母音の連続を避けて）子音（ここでは r）を挿入した -ru の形をとる。これら -u/-ru は職能的には全く等しいものであるから、一つの接尾辞の異形態であるとみなされ、両者を一つに併せて -(r)u と表記することができる。この括弧内の子音（ここでは r）を派生文法では連結子音と呼ぶ。 
打消しの形は、前者が「読マナイ」・「書カナイ」であり、後者が「見ナイ」・「食ベナイ」である。それらの音素的構造は yomanai, kakanai と minai, tabenai であるから、前者では子音終止の語幹 (yom-, kak-) に -anai が、後者では母音終止の語幹 (mi-, tabe-) に -nai が、それぞれ接尾して打消しの意味を表している。この二つの接尾辞の違いは環境的変異であり、一つに併せて -(a)nai と表記し得る単一の接尾辞の異形態である。括弧内の母音 a は子音で終わる形態素に付くときにだけ（子音の連続を避けて）現れるものであって、この種の母音（ここでは a）を派生文法では連結母音と呼ぶ。なお、この接尾辞は、ほかに「-ナカッタ」「-ナクテ」などの形においても用いられるので、正しくは -(a)na-i と記述すべきものである。
学校文法では、例えば「食ベサセラレナカッタ」のような文節を、動詞と助動詞とが複雑に活用し接続した形であると考えてきた。しかし、事実は決してそのようなものではない。まずは劈頭の動詞語幹が動作・作用の実質的な意味を表す。これを一次語幹という。そこに一つまたは複数の接尾辞が付く。各接尾辞が子音に付くか母音に付くかによって、その連結子音・連結母音を顕在させ／潜在させる。２個以上の派生接尾辞が付く場合は、それぞれがその意味を付加しながら連接して、次々に二次語幹を派生していく。最後に付くのが文法接尾辞であり、これが（一次または二次の）語幹に文法的職能を付与する。試みに上掲の文節を形態素分析すると、語幹 tabe- に、使役の派生接尾辞 -(s)ase- と、可能・受け身の派生接尾辞 -(r)are- とが、共に連結子音を顕在させた形で順次に付き、次いで打消しの派生接尾辞 -(a)na- が、連結母音を潜在させた形（つまり落した形）で付き、最後に、いわゆる形容詞型の、したがって連結子音も連結母音もない完了の文法接尾辞 -katta が付いたものということになる。
以上のとおり、従来からの学校文法においては、用言の活用が文法の中核的地位を占めてきたが、それは全くの虚構であった。代って、派生接尾辞や文法接尾辞が動詞語幹に付着する際に、各自の連結子音または連結母音が、顕在するか潜在するかという形で捉え直すのである。
文語文においても全くこれと同様であって、音素単位の形態素分析さえすれば、代替母音なるものを認めたりして多少は複雑化するものの、なお派生文法の方法を応用することができる。文語であるからといって、用言が活用しているわけではない。